# Fernando Carsalade
Fernando Carsalade (Rio de Janeiro, 02 de Novembro de 1964) é um ex-atleta de polo aquático do Brasil que jogava como defensor. Considerado um dos grandes nomes deste esporte no país em todos os tempos, Fernando fez parte da equipe que participou das Olimpíadas de Los Angeles (1984) e obteve o 12° lugar.
Foi medalhista de bronze nos Jogos Pan-Americanos de Indianapolis, 1987.

## Carreira
Os nove irmãos de Fernando Carsalade também jogaram pólo quando jovens, mas apenas Fernando se destacou. Aos 19 anos foi para Los Angeles estudar economia, e logo entrou para a equipe da Universidade. Enquanto durou o curso, de 85 a 89, esteve na lista dos melhores jogadores dos campeonatos. Por essa equipe, marcou 162 gols, tendo sido, até 2005, o 4º maior artilheiro da história desta equipe.
Jogou na França em 90 e 91, sendo eleito o melhor jogador das duas temporadas. Em 1995, retornou para a equipe do Flamengo, onde iria se aposentar.

## Homenagens
- Em 2011, foi homenageado pelo Clube de Regatas do Flamengo com a medalha "Memória Olímpica" por sua contribuição a história desportiva da agremiação.[6]
- Em 2016, foi novamente homenageado pelo Clube de Regatas do Flamengo, que batizou a Raia 6 de sua piscina olímpica (Piscina Daltely Guimarães) com seu nome.[7]